# فريدهيلم فونكل
فريدهيلم فونكل (بالألمانية: Friedhelm Funkel)‏ (10 ديسمبر 1953 نويس ألمانيا - ) هو لاعب كرة قدم ألماني، يلعب كلاعب وسط.

## وصلات خارجية
- فريدهيلم فونكل على موقع IMDb (الإنجليزية)

فريدهيلم فونكل على موقع قاعدة بيانات كرة القدم.إي يو (الإنجليزية)
- فريدهيلم فونكل على موقع Soccerway.com (الإنجليزية)
- فريدهيلم فونكل على موقع عالم كرة القدم.نت (الإنجليزية)